# 本町 (太田市)
本町（ほんちょう）は、群馬県太田市にある地名（町丁）。郵便番号は373-0057。

## 概要
太田地区にある町丁。市街地を構成している。

## 地理

### 本町内の行政区
本町（太田地区）にあたる行政区の一覧。
| 地区     | 行政区   | 読み               | 区域                 |
| -------- | -------- | ------------------ | -------------------- |
| 太田地区 | ３丁目   | さんちょうめ       | 本町の一部           |
| 太田地区 | ４丁目   | よんちょうめ       | 本町の一部           |
| 太田地区 | ５丁目   | ごちょうめ         | 本町の一部           |
| 太田地区 | 大門仲町 | だいもんなかちょう | 本町の一部           |
| 太田地区 | 西本町   | にしほんちょう     | 本町、西本町の各一部 |

### 近隣町丁
- 西本町
- 東本町
- 浜町
- 金山町

## 世帯数と人口
2022年（令和4年）3月31日現在の世帯数と人口は以下の通りである。
| 町丁 | 世帯数  | 人口   |
| ---- | ------- | ------ |
| 本町 | 881世帯 | 1637人 |

## 小・中学校の学区
市立小・中学校に通う場合、学区は以下の通りとなる。
| 番地                          | 小学校             | 中学校           |
| ----------------------------- | ------------------ | ---------------- |
| 3丁目、4丁目、5丁目、大門仲町 | 太田市立太田小学校 | 太田市立西中学校 |

## 交通

### 鉄道
町内に鉄道は通っていない。

### 道路
- スバル通り

## 施設
- 太田市立太田小学校
- 群馬大学太田キャンパス

## ゆかりのある人物
- 澁澤清一（群馬銀行員）[8] - 貴族院議員澁澤金蔵の息子。